# Conquista portuguesa de Goa
La conquista portuguesa de Goa se produjo en 1510 en nombre del almirante portugués Alfonso de Albuquerque, mientras que el Imperio otomano perdía esas posiciones en la India. Goa (también Goa Vieja o Goa Velha) no estaba entre las ciudades en las que Albuquerque había recibido órdenes para conquistar: él sólo había sido ordenado por el rey portugués para capturar Ormuz, Adén y Malaca.

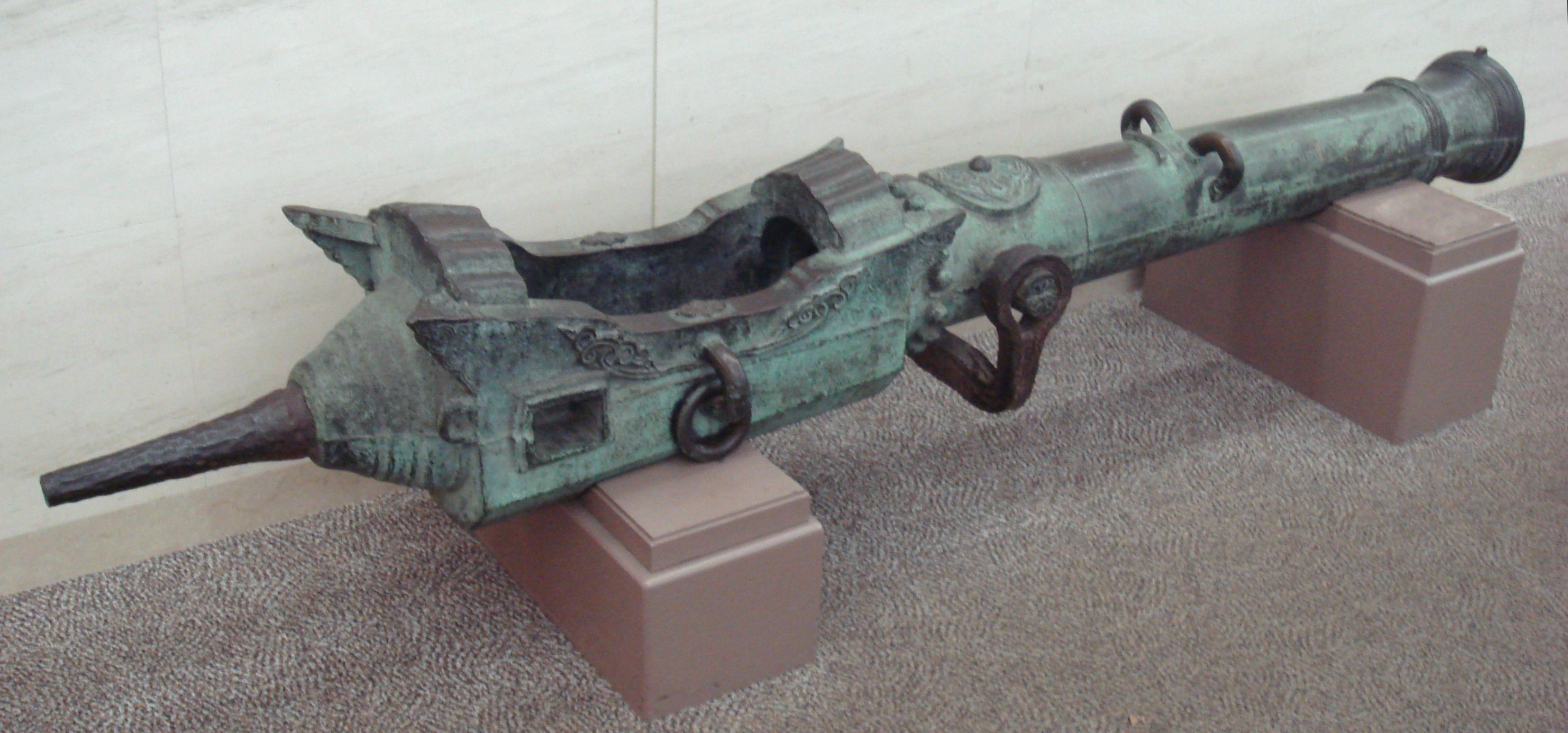
Un arma de retrocarga giratoria que se cree que ha sido emitida por los portugueses en Goa, India. Calibre: 95 mm; Longitud: 2880mm. Fue exportado a Japón y se utilizó en el momento por Oda Nobunaga.